# Сільська округа (Японія)
Сільська́ окру́га (яп. 里, り, МФА: [ɾʲі]) — адміністративна одиниця найнижчого рівня в Японії 7 — 8 століття.

## Короткі відомості
Сільська округа як адміністративна одиниця була утворена в 7 столітті. Вона об'єднувала декілька поселень, числом 50 дворів. Сільською округою керував окружний староста. Декілька сільських округ — від 2 до 20 — складали один повіт, а декілька повітів — провінцію.
715 року була створена нова адміністративна одиниця, що зайняла місце сільської округи, — волость. Статус сільської округи було занижено. Волость складалася з 50 дворів, що утворювали 2 — 3 сільські округи. Станом на 715 рік в Японії нараховувалося 4012 волостей і 13 036 сільських округ. Округами керували окружні голови.
740 року сільська округа була остаточно скасована як адміністративна одиниця.